# Rambler&Co
Rambler Media Group (рос. Рамблер Медиа Груп) — диверсифікована російськомовна медіа і сервіс-група.
Заснована в 2004 році, створена на основі однойменної пошукової системи, що працює в Росії з 1996 року. Зареєстрована на острові Джерсі (Велика Британія). Станом на початок 2009 року основним акціонером була компанія PM Invest Company Ltd., що володіла 54,5% акцій Rambler Media і входила в холдинг «Проф-медіа». Акції Rambler Media торгуються на майданчику альтернативного інвестиційного ринку (AIM) Лондонської фондової біржі.
На початку червня 2005 року, Rambler Media провела на Лондонській фондовій біржі IPO, в ході якого продала інвесторам близько 30% своїх акцій за 40 млн дол. У ході первинного розміщення компанія залучила 26 млн дол. У жовтні 2006 р. компанія PM Invest Company Limited (PM), яка є частиною медіахолдінга «Проф-Медіа», придбала 48,8% звичайних акцій Rambler Media. Також PM Invest Company Limited (PM) викупила 6% акцій Rambler Media у Endicott Holdings Limited. За підсумками операції компанії належить 8 млн 398 тис. 482 акції (близько 55%) Rambler Media.
До складу Групи входять такі Інтернет-ресурси, як російськомовний Інтернет-портал і пошукова машина Rambler.ru, online-газета Lenta.ru, спеціалізовані web-ресурси Doktor.ru, Mama.ru та інші, сайт порівняння товарів Price.ru, рейтинг-класифікатор Rambler Top 100, система обміну швидкими повідомленнями Rambler-ICQ, інтерактивна рекламна група Index 20.
В 2008 році Rambler займав четверте місце в пошукових системах Росії, поступаючись Яндексу, Google та Mail.ru.
До липня 2008 року група також володіла агентством контекстної реклами «Бігун», яке було продано компанії Google за $140 млн.

## Фінансові показники
Виручка в 2007 році склала $69,1 млн (зростання на 125% в порівнянні з 2006 роком), чистий прибуток — $6,1 млн. (проти $3,2 млн чистого збитку в 2006 році). Основна частка доходів Групи в 2007 році (84%) доводилася на рекламу, що розміщується в інтернет-проектах. Долі медійної і контекстної реклами в загальній виручці від рекламних продажів опинилися приблизно рівні і склали 44% кожна. Компанія чекає, що рентабельність по EBITDA (аналітичний показник, рівний обсягу прибутку до вирахування витрат по відсотках, сплати податків і амортизаційних відрахувань) за підсумками 2008 року складе 10-15%.
Консолідована виручка Rambler Media від продажу контекстної реклами в 2008 році склала понад 62 млн дол. (без урахування ПДВ).
Чисті збитки компанії за перше півріччя 2009 року склали 2,1 млн дол. (68 мільйонів рублів).

## Блокування
15 квітня 2023 року, згідно Указу Президента України Володимира Зеленського були введені санкції проти російських IT-компаній, зокрема, під обмеження потрапило ТОВ "Рамблер Груп" (місцезнаходження юридичної особи: 117105, Російська Федерація, м. Москва, шосе Варшавське, буд. 9, будова 1, прим. Д, кімн. 5) зі строком застосування — 10 років.

## Виноски
1. 1 2  Rambler Media Group (RMG). Справка. Архів оригіналу за 21 лютого 2009. Процитовано 18 лютого 2009.
2. ↑  Rambler не может найти себя
3. ↑  Консолідована виручка Rambler Media від продажу контекстної реклами в 2008 р. склала більше 62 млн дол.[недоступне посилання з червня 2019]
4. ↑  Rambler пішов в мінус: збитки за піврічча 2,1 млн. дол. Архів оригіналу за 13 травня 2011. Процитовано 26 серпня 2009.
5. ↑  Указ Президента України № 227/2023 від 15 квітня 2023 року «Про рішення Ради національної безпеки і оборони України від 15 квітня 2023 року "Про застосування та внесення змін до персональних спеціальних економічних та інших обмежувальних заходів (санкцій)"»
6. ↑  Зеленський запровадив санкції проти російських спортсменів, дочки Шойгу, "Яндекса" і "Рамблера". 15.04.2023, 17:55